# Kidō Senshi Z Gundam: Hot Scramble
Kidō Senshi Z Gundam: Hot Scramble (機動戦士Ζガンダム・ホットスクランブル, Kidō Senshi Zēta Gandamu Hotto Sukuranburu) est un jeu vidéo du type shoot them up développé par Game Studio et édité par Bandai en 1986 sur Nintendo Entertainment System. C'est la troisième adaptation en jeu vidéo de la série basée sur la franchise Mobile Suit Gundam (première sur console). L'histoire s'inspire plus précisément de l'anime Mobile Suit Zeta Gundam,.

## Portage
Le jeu a été réédité sur Game Boy Advance, en tant que Famicom Mini en 2004